# لوب زانویی جانبی
لوب زانویی جانبی یا هسته جناغی جانبی (به انگلیسی: Lateral geniculate nucleus) به اختصار LGN، مرکز تقویت سیگنال در نهنج برای شاهراه بینایی است. این لوب شامل دو برآمدگی متقارن کوچک و بیضوی است که در آن نهنج به عصب بینایی می‌رسد. این لوب در انسان، دارای شش لایه سلول عصبی (ماده خاکستری) متناوب با تارهای نوری (ماده سفید) هستند.

LGN اطلاعات را مستقیماً از سلول‌های گانگلیونی شبکیه چشم دریافت می‌کند. سلول‌های عصبی LGN آکسونهای خود را از طریق تابش نوری (که شاهراهی مستقیم به قشر بینایی اولیه مخ (V1) است) ارسال می‌کنند. علاوه بر این، LGN بازخوردهای شدیدی را از V1 دریافت می‌کند. در انسانها و سایر پستانداران، دو مسیر قوی پیوند دهنده چشم به مغز، مسیرهایی هستند که به قسمت خلفی LGN و به کولیکولوس فوقانی منتقل می‌شوند.

سه نوع سلول P,M,K

### ساختمان
لوب زانویی جانبی از شش لایه تشکیل شده‌است که سه نوع سلول P,M,K دارند:
- P: ریز سلول‌ها
- M: درشت سلول‌ها
- K: گرد سلول‌ها (میانجی)

ترتیب آنها به صورت زیر است:
- M1: متقاطع
- M2: مستقیم
- P3: مستقیم
- P4: متقاطع
- P5: مستقیم
- P6: متقاطع